# Gianna Lynn
Gianna Lynn es una actriz pornográfica norteamericana, nacida en Filipinas y de ancestros filipino, español y chinos. Se mudó a California con su familia a los 4 años. Creció en el Valle de San Fernando. Tiene como pasatiempo pintar.
En mayo de 2008 apareció en un episodio del reality show Miami Ink del canal de Televisión TLC, durante el cual le fue hecho un tatuaje de un ángel en la zona posterior de su cuello.

## Premios
| Ceremonia        | Año  | Resultado | Categoría                     | Trabajo                                                                               |
| ---------------- | ---- | --------- | ----------------------------- | ------------------------------------------------------------------------------------- |
| Premios AVN      | 2007 | Nominada  | Mejor Nueva Estrella.         | Mejor Nueva Estrella.                                                                 |
| Premios AVN      | 2007 | Nominada  | Mejor Escena Sexual en Grupo. | Hellcats 10 (con Melissa Lauren, Rick Masters, Arnold Schwarzenpecker y Barry Scott). |
| Premios AVN      | 2008 | Nominada  | Estrella Olvidada.            | Estrella Olvidada.                                                                    |
| Premios AVN      | 2009 | Nominada  | Mejor Escena Sexual Lésbica.  | Girlgasmic.                                                                           |
| Premios XRCO     | 2008 | Nominada  | Sirena Olvidada.              | Sirena Olvidada.                                                                      |
| Premios F.A.M.E. | 2008 | Nominada  | Estrella Más Subestimada.     | Estrella Más Subestimada.                                                             |